# Вимблдон (Северна Дакота)
Вимблдон (енгл. Wimbledon) град је у америчкој савезној држави Северна Дакота.

## Демографија
По попису из 2010. године број становника је 216, што је 21 (-8,9%) становника мање него 2000. године.
| Група             | 2000.       | 2010.       |
| Белци             | 231 (97,5%) | 209 (96,8%) |
| Афроамериканци    | 1 (0,4%)    | 0 (0,0%)    |
| Азијати           | 0 (0,0%)    | 0 (0,0%)    |
| Хиспаноамериканци | 1 (0,4%)    | 1 (0,5%)    |
| Укупно            | 237         | 216         |